# Народицька група
Народицька група — культурна група пам'яток середньокам'яної доби у Києво-Житомирському Поліссі..
Названа за найкраще дослідженою народицькою стоянкою.
Найповніше уявлення про матеріальну культуру народицьких пам'яток дає народицька стоянка розташована в урочищі Піщаному над річкою Уж. Тут поряд з архаїчними знаряддями Павлов'єну у пізній середньокам'яній добі виявлені пост-свідерські знаряддя. Народицькі пам'ятки суттєво відрізняються від сусідніх нобельських й смячківських пам'яток. Аналогій пародиуького комплексу на Волині небагато.

## Пам'ятки
Була поширена у Києво-Житомирському Поліссі. Виявлено порівняно невелика кількість пам'яток: Моства (нижній шар), Мелені, Рудня у сточищі річки Здвиж в Київському Поліссі, Тетерів-3 над річкою Тетерів, Сапанів, Чоповичі та інші. З'являються вони, ймовірно, у кінці ранньої й продовжують існувати у пізній середньокам'яній добі.
Народицька й міньївоярська групи склалися з архаїчних форм костенківсько-вілендорфської культури пізньої давньокам'яної доби.
На стоянці біля Рудні Леонід Залізняк провів розкопки. Комплекс знахідок з Рудні він виділив у окремий тип серед місцезнаходжень цього району.